# Mouloud
Mouloud  è un nome proprio di persona arabo maschile, usato soprattutto in Algeria e adottato anche da non arabofoni di fede islamica.

## Varianti
- Miloud (Marocco)

## Origine e diffusione
Il significato è quello di "nascita". Esso allude alla nascita del Profeta Maometto, analogamente a ciò che avviene, in ambito cristiano, con il nome Natale. Spesso è impiegato per denominare persone nate nel periodo dell'anno in cui si festeggia tale ricorrenza.

## Onomastico
Un vero "onomastico" nel mondo islamico non esiste. Comunque, la festa del Mawlid da cui ha origine il nome, si celebra il 12 del mese di Rabi' al-awwal.

## Santi e Beati
- Sidi Mouloud, wali il cui mausoleo ha dato il nome alla località di Sidi Mouloud, nei pressi di Khouribga (Marocco).
- Sidi Miloud, wali il cui mausoleo ha dato il nome alla località di Sidi Miloud, nei pressi di Rosfa (Algeria).

## Persone
- Mouloud Achour, attore e conduttore televisivo francese
- Mouloud Feraoun, scrittore berbero della Cabilia
- Mouloud Mammeri, scrittore berbero della Cabilia

### Variante "Miloud"
- Miloud Oukili, artista francese, di origine algerina

## Curiosità
- Esistono diverse squadre calcistiche o sportive di nome Mouloudia (derivate da Mouloud), essendo state create un giorno di Mawlid. Ad esempio il Mouloudia Club Algérois, fondato il 7 agosto 1921[1], o il Mouloudia Club di Oujda, creato il 16 marzo 1946 (12 Rabi' al-awwal 1365 h.).